# 田佑民
田佑民（1915年—1979年），湖南平江县思村乡人。中华人民共和国政治人物。

## 生平
1934年4月，加入中国共产党。同年10月在平江参加红军，历任班长、排长、司务长，军需、供给主任、后勤处处长，团参谋长，南京空军交际处副处长，空军场站参谋长、副站长。第二次国共内战期间，参加苏中七战七捷、涟水保卫战、枣山战役、莱芜战役、豫东战役、淮海战役、渡江战役、上海战役等。荣获三级八一勋章、三级独立自由勋章、三级解放勋章。1959年，任中国科学院上海分院办公室副主任，上海天文台党支部副书记、办公室副主任等职。